# Tetraleurodes ursorum
Tetraleurodes ursorum là một loài côn trùng cánh nửa trong họ Aleyrodidae, phân họ Aleyrodinae.
Tetraleurodes ursorum được Cockerell miêu tả khoa học đầu tiên năm 1910.